# Cantonul Digne-les-Bains-Ouest
Cantonul Digne-les-Bains-Ouest este un canton din arondismentul Digne-les-Bains, departamentul Alpes-de-Haute-Provence, regiunea Provence-Alpes-Côte d'Azur, Franța.

## Comune
- Aiglun
- Barras
- Le Castellard-Melan
- Le Chaffaut-Saint-Jurson
- Champtercier
- Digne-les-Bains (parțial, reședință)
- Hautes-Duyes
- Mallemoisson
- Mirabeau
- Thoard